# جائزة ألمانيا الكبرى 1973
جائزة ألمانيا الكبرى 1973 هو سباق فورمولا 1 أقيم بتاريخ 5 أغسطس 1973 في حلبة نوربورغرينغ، ألمانيا. كان الحادي عشر من أصل 15 في بطولة العالم لسباقات الفورمولا واحد موسم 1973. حلّ البريطاني جاكي ستيورات أولا.